# 間接選舉
間接選舉，簡稱間選，即政府首腦或立法機關的議員是由民眾先選擇一些代表，再由這些代表投票而產生。因此，選民不會直接投票予他們支持的參選人。相對概念為「直接選舉」（直選）。

## 議會制
議會制不同於表演式選舉或小圈子選舉。日本、印度、以色列、德國、奧地利、義大利、西班牙、英國、加拿大、澳大利亞等國實行的是內閣議會制，由於「議會無上」，政府首腦及內閣成員權利源自國會，不是由選民直接選舉產生，而是由國會選出，得到選民信任而成議會多數黨派者可以執政。

## 各国

### 中华人民共和国
《中華人民共和國憲法》規定，中華人民共和國公民有直接選舉和間接選舉的權力。而在实践中，包含全国人民代表大会（最高国家权力机关）、国家领导人（包括正国级和副国级）以及上級行政区划地方議會及地方行政首長均由層層間接選舉產生。

#### 国家领导人與国家机构
- 全国人民代表大会為中华人民共和国国家机构中的最高国家权力机关，全国人民代表大会代表主要由各省级行政区的人民代表大会或選舉委員會選出，少部份由特殊選舉選出。
- 作為國家領導人的國家主席、副主席、国家军委主席、国家监察委员会主任、最高人民法院院长、最高人民检察院检察长由全國人民代表大會選舉產生。

#### 中国大陆
- 人民代表大会制度中，各级行政区划均設有人民代表大会。根据《中華人民共和國全國人民代表大會和地方各級人民代表大會選舉法》，省级行政区之人民代表大会由地级行政区之人民代表大会选举，地级行政区之人民代表大会由直接选举產生的县级行政区之人民代表大会选举。但需要注意中國國土遼闊，制度多有例外，如在少數行政區層級簡化的地區設有不设区的市，其地位雖為地级行政区但是其人民代表大会也由直接選舉產生。
- 地方各级机关领导人包含省长、副省长，自治区主席、副主席，市长、副市长，州长、副州长，县长、副县长，区长、副区长、本级人民法院院长和人民检察院检察长由对应的地方各级人民代表大会选举产生。

#### 香港特別行政區
- 香港立法會現今共設議席90席，其中70席實行間接選舉（包含功能界別與選舉委員會界別），其餘20席由地區直選產生。
- 香港特別行政區行政長官由選舉委員會間接選舉產生。
- 香港特别行政区全国人民代表大会代表由選舉委員會中的中國籍委員間接選舉產生。

#### 澳門特別行政區
- 澳門立法會現今共設議席33席，其中12席實行間接選舉，14席實行直接选举，7席由澳門特別行政區行政長官委任。
- 澳門特別行政區行政長官由選舉委員會間接選舉產生。
- 澳门特别行政区全国人民代表大会代表由選舉會議間接選舉產生。

### 法國
法國國會參議院（上議院）議員選舉採用間接選舉制度，由全國16多萬名由直接選舉產生的地方議會之民意代表選出。

### 德國
德国聯邦總統採用間接選舉制度，由聯邦大會選舉產生。聯邦大會由直接選舉產生的聯邦議院（國會下議院）議員及各聯邦州州議會選出之代表組成。
但須注意德國為議會共和制，聯邦總統並無實權。

### 大韓民國
大韓民國曾經有間接選舉制度，但在1988年第六共和國成立以來，間接選舉已經不存在大韓民國選舉制度中。
- 大韓民國國會主要為直接選舉，但1972年至1981年間有三分之一的國會議員為由統一主體國民會議接受總統提名後間接選舉選出。
- 大韓民國總統選舉制度則在間接選舉與直接選舉間改變數次。間接選舉時期總統由國會或是1972年至1981年間由統一主體國民會議進行選舉。實際上，這個政策是加強朴正熙及全斗煥總統的獨裁統治。1981年的第十二任總統選舉是由5000人的選舉團產生。1987年恢復總統直選。

### 中華民國
中華民國早期採用廣泛的間接選舉制度，但在1950年代實施地方自治至1990年代臺灣民主化後全部改為直接選舉。今日間接選舉已經不存在臺灣選舉制度中。

#### 中央政府
1947年《中華民國憲法》中，做為國家元首的總統（與副總統）由國民大會間接選舉產生；憲法中也規定了三院制的國會，其中國民大會與立法院由直接选举產生，而監察院則是由各省級議會間接選舉產生。隨後依照憲法，全國各省級議會以間接選舉形式舉行了第一屆監察委員選舉；而第一屆國民大會代表也集會以間接選舉形式舉行了第一屆總統副總統選舉。
1949年12月，中華民國政府因第二次国共内战中之不利形勢，宣佈將政府遷往其甫於1945年第二次世界大战後代表盟軍自日本佔領領土臺灣的首府臺北市。進入1950年代後戰事漸歇，中國國民黨領導的中華民國政府與中国共产党領導的中華人民共和國政府隔台灣海峽兩岸分治的格局型成。中國國民黨控制的政府中華民國政府在遷臺後以維護「法統」為理由，無限延續隨政府來臺的國會議員之任期，型成「萬年國會」。政府遷臺20年後，於1969年起，在臺灣舉辦了有限度的增選補選與增加名額選舉，但大多數中央民意代表維持不改選。其中增選與與增額之監察委員採用《憲法》規定之間接選舉方式，由中華民國自由地區之臺灣省議會、臺北市議會、高雄市議會之議員選舉。做為國家元首的總統由大多數席次無須改選的萬年國民大會以間接選舉形式選舉。
1980年代末期，台灣民主化在中華民國政府決定於開放組黨結社、組織參加集會遊行、從事政治活動、自由辦報或出版刊物後有了更全面的進展。1991年5月憲法第一次增修後確立了國會在臺灣全面改選，落實於1991年12月的第二屆國民大會代表與1992年12月的第二屆立法委員選舉，二者均直接選舉。1992年5月憲法第二次增修，監察院改為非議會機關，監察委員自第二屆起不再經由間接選舉選出，而是由總統提名經國會同意。監察院人事之同意權初屬國民大會，後改由立法院行使。此後中華民國再無由間接選舉產生之國會機關。
1992年國會在臺灣全面改選後，中華民國政府、中國國民黨、民主進步黨之間即開始討論改進總統及副總統之選舉方式。後歷經整整兩年的討論與醞釀，中國國民黨內部支持時任總統兼黨主席李登輝的主流派在黨內壓制了主張「委任直選制」（間接選舉）的非主流派，「總統由全體人民直接選舉」遂成為執政黨中國國民黨與最大在野黨民主進步黨之跨黨派共識。1994年8月憲法第三次增修，確立了做為國家元首的總統及副總統由中華民國自由地區公民直接選舉並於1996年3月舉行了首次總統直接選舉。至此，主持中華民國中央政府之總統（國家元首）與國會議員完全由中華民國自由地區公民直接選舉產生，間接選舉制度完全消失。

#### 地方自治
20世紀初，臺灣在日本統治時期中期的大正民主風潮中進行了臺灣議會設置請願運動。雖然未得到日本帝國政府的同意，但是之後於1935年11月22日舉行了第一回市會及街庄協議會員選舉的直接選舉，選出了市會與街協議會之半數議員。次年舉行了第一回州會議員選舉，由市會與街庄協議會之議員以間接選舉形式投票選出臺北州、新竹州、臺中州、臺南州、高雄州等五州州會之半數議員。此為臺灣歷史上之首此選舉，但在1939年與1940年以類似形式舉行過第二回選舉後因即為大東亞戰爭爆發不再舉行。
1945年8月，第二次世界大战結束，中華民國代表盟軍佔領臺灣，並成立臺灣省。隨後，臺灣省行政長官公署公布《臺灣省各級民意機關成立方案》（1945年12月）與《臺灣省各縣市村里長選舉辦法》（1946年2月）。成立方案中直接選舉也僅及於最基層之民意機關如鄉、鎮、縣轄市、區民代表會等，往上之縣、市議會則由下級議會間接選舉選出。而行政區之首長方面村里長為直接選舉，鄉、鎮、縣轄市、區長由各鄉鎮市區民代表會間接選舉，往上之縣、市長則由臺灣省行政長官公署指派。1947年《中華民國憲法》實施後，臺灣省參議會依照憲法以間接選舉形式舉行了第一屆監察委員選舉。
中華民國政府遷臺後，有鑑於第二次国共内战之結果以及先前二二八事件的經驗，臺灣省政府於1950年頒布《臺灣省各縣市實施地方自治綱要》擴大直接選舉之舉行，將原本由間接選舉產生的縣市議會議員、鄉鎮市區長、與省政府派任之縣市長均改為直接選舉以反應民意，但區民代表會則廢除不再選舉。臺灣隨後並舉辦了第一屆縣市議員選舉、第一屆縣市長選舉、以及第一屆鄉鎮市區長選舉。1954年，臺灣省臨時省議會議員由縣市議會間接選舉改為直接選舉。1959年，省轄市之區長由直接選舉改為由市長指派。此時間接選舉已經不存在臺灣的地方自治中，但省主席與直轄市市長則由中央政府（行政院）指派。
至1990年代臺灣民主化後，1992年5月憲法第二次增修，做為最高層級行政區的省與直轄市之首長由中央政府（行政院）指派改為民選，隨後在1994年12月舉行了首次省市長選舉。1997年7月憲法第四次增修施行臺灣省虛級化後，實際上由中央政府（行政院）直接管轄之直轄市、縣、市與其下各級行政區域之首長與議會議員完全由臺灣公民直接選舉產生至今。

### 美國
因為美国實行联邦制，总统選舉是間接選舉，由各州與華盛頓特區依照配額派出總統選舉人組成選舉人團集會選舉產生。而各州與華盛頓特區會辦理全民普選後，由州長參考普選結果派出選舉人，選舉人與普選結果之關係由各州自行決定。實際上，除了缅因州和内布拉斯加州两个州按普选票得票再依照國會選區分配选举人票外，其余48个州和華盛頓特區均实行「胜者全得 (winner-take-all) 」制度，即把本州的选举人票全部给予在该州获得相对多数普选票的总统候选人。
也就是说，選民的票數只能以選舉人票為代表，再由選舉人票的多寡而決定何人當選。但這亦會出現普選票較多，卻得不到多數選舉人票的情況。此情況在總統選舉裡於1824年、1876年、1888年、2000年及2016年曾出現過。特別在2000年是美國總統選舉結果爭議較大的一次，選舉結果需要三十六天才由最高法院定奪。在2016年，川普當選總統時，也出現普選票較少但是贏到多數選舉人票的情況。
此外，美國的兩大政黨，民主黨及共和黨在總統提名上均實行間接選舉，兩黨的選民在所屬州分舉行的初選或黨團會議投票選出黨代表，黨代表再依照初選及黨團會議結果投票給候選人，經全國黨代表大會舉行確認總統候選人。（見民主党全国代表大会及共和黨全國代表大會）各州按人口、議員代表比例有一定數目的黨代表，如人口最多及議員數目最多的加利福尼亞州在兩黨皆擁有最多的黨代表票。

### 其他國家
除了以上國家，其他也同樣由間接選舉產生的國家元首職位，包括印度總統、巴基斯坦總統、孟加拉總統、緬甸總統、伊朗最高領袖、馬達加斯加總統、南非總統、萬那杜總統、義大利總統、愛沙尼亞總統、拉脫維亞總統、匈牙利總統、以色列總統、黎巴嫩總統、千里達和多巴哥總統及國會（主要是參議院或上議院）、愛爾蘭參議院、蒲隆地參議院等例子。
在20世紀的巴西、阿根廷、印尼、芬蘭、尼泊爾等也曾經有過間接選舉總統的制度，印尼總統間選只實施一屆，而巴西及阿根廷自軍政府倒臺後便已廢止選舉人團制度。